# ألان بورويل
ألان بورويل (بالإنجليزية: Alan Burwell)‏ هو لاعب دوري الرغبي بريطاني، ولد في 1943.